# Jaya Bakti (Madang Suku I)
Jaya Bakti is een bestuurslaag in het regentschap Ogan Komering Ulu van de provincie Zuid-Sumatra, Indonesië. Jaya Bakti telt 2560 inwoners (volkstelling 2010).